# Delahaye type 235
La Delahaye type 235 est un modèle automobile de luxe du constructeur français Delahaye fabriqué d'octobre 1951 à mai 1954.

## Historique
Dérivé du type 135, la 235 reprend son moteur 6 cylindres poussé de 130 à 152 ch réels pour 180 km/h en pointe.
La conduite est toujours à droite (selon la tradition) et les freins toujours à câbles (solutions dépassées pour l'époque). 
Le coach d'origine dessiné par Philippe Charbonneaux est exécuté en Italie par Motto puis en France par Antem.
Le type 235 sera produits à 84 exemplaires, dont beaucoup carrossés par Henri Chapron.
En juillet 1954, le type 235 disparaît avec Delahaye.

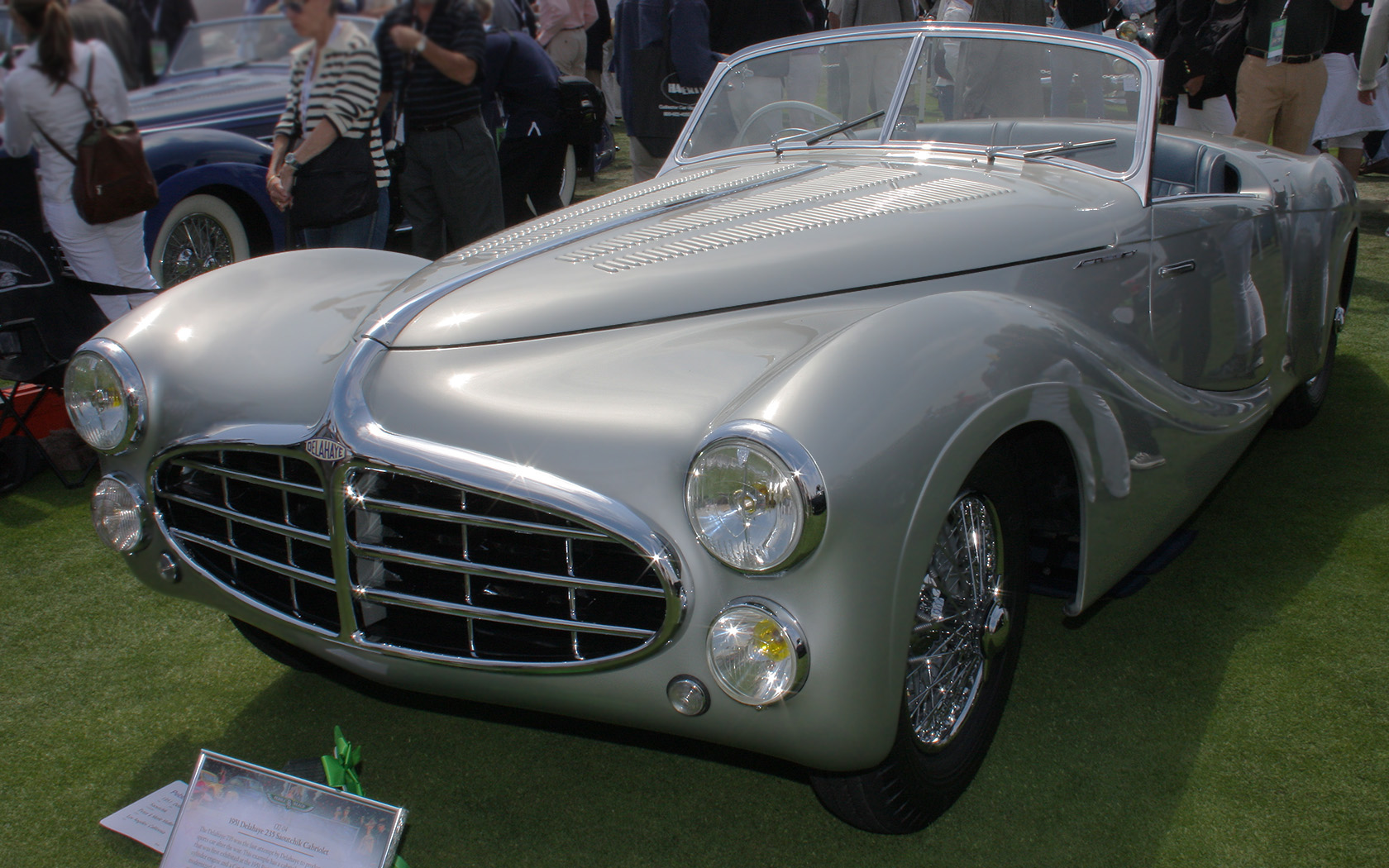
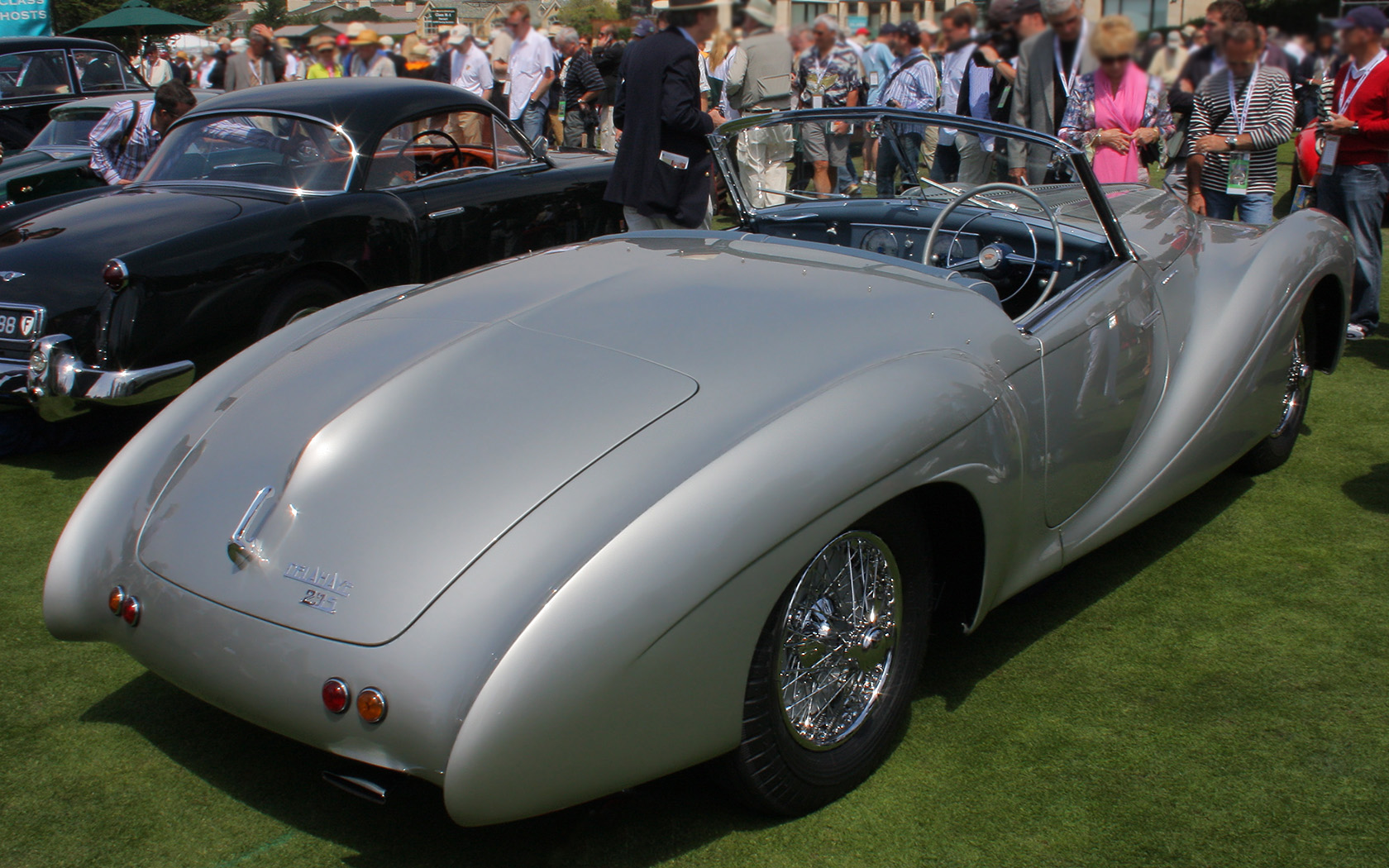